# Mersey (Schiff, 1914)
Die HMS Mersey war ein Monitor der Humber-Klasse der Royal Navy. Sie war bei Vickers für Brasilien gebaut und auf den Namen Madeira getauft worden. 1914 wurde sie mit ihren Schwesterschiffen Humber ex Javary und Severn ex Solimoes von der Royal Navy bei Ausbruch des Ersten Weltkrieges angekauft. Mersey und Severn zerstörten 1915 die Königsberg im Delta des Rufiji. Nach Ende des Krieges wurden die Monitore abgebrochen; nur der Rumpf der Humber wurde für ein Kranschiff weitergenutzt.

## Baugeschichte
Die drei Monitore der Humber-Klasse hatte die brasilianische Marine als Kanonenboote der Javary-Klasse für Aufgaben auf dem Amazonas und seinen Nebenflüsse bei der Werft  Vickers Limited, Barrow-in-Furness, in Auftrag gegeben.
Die drei Schiffe liefen 1913 vom Stapel und befanden sich in der Erprobung, als Vickers von der brasilianischen Regierung informiert wurde, dass sie die Schiffe nicht bezahlen könne. Vickers suchte einen anderen Käufer für die Boote. Die britische Regierung griff ein und kaufte die Kanonenboote für je 155.000 ₤, um einen Verkauf an ein neutrales Land und von dort vielleicht nach Deutschland zu verhindern.

## Kriegseinsatz
Die neu erworbenen Schiffe wurden in Dover für den Einsatz im Ärmelkanal stationiert und bildeten die Dover Monitor Squadron. Unter dem Kommando des Konteradmirals Horace Hood wurden sie im Herbst 1914 gegen deutsche Stellungen in Belgien eingesetzt.

### Einsatz an der Küste Flanderns
Vom 10. bis zum 12. Oktober wurden die drei Schiffe nach Ostende geschickt, um die Einschiffung der Naval Division und des dort eingesetzten britischen Personals zu sichern. Dann sollten sie eine gegebenenfalls notwendige Evakuierung britischer Truppen sichern, die aber wieder Anschluss an die British Expeditionary Force (BEF) fanden. Den Befehl, der belgischen Regierung beim Rückzug von Ostende nach Dünkirchen zu helfen, konnten sie nicht umsetzen, da sie zu spät eintrafen.
In der Nacht auf den 17. Oktober wurden sie dann aus ihrer Basis Dover an die belgische Küste befohlen, um die Belgische Armee bei ihrem Kampf an der Yser zu unterstützen. In der Phase des sogenannten Wettlaufs zum Meer versuchte die belgische Armee eine Linie an der Yser zu behaupten. Wegen des schlechten  Wetters konnten die als Flusskanonenboote konstruierten Schiffe nicht sofort auslaufen und erreichten erst am 18. die Küste. Es war der erste herausragende Einsatz der Mersey in ihrer relativ erfolgreichen Karriere im Ersten Weltkrieg, als sie mit ihren Schwestern bei Lombardsijde die deutschen Truppen beschossen. Bis zum 20. beschossen sie deutsche Ziele, holten dann aus Dünkirchen neue Munition und setzten ab dem 22. Oktober die Artillerieunterstützung der Truppen an Land fort. Admiral Hood, jetzt Befehlshaber an der belgischen Küste, musste am 24. Oktober HMS Severn wegen ausgeschossener Waffen nach Großbritannien zurückschicken, um diese zu wechseln. Hood machte sich auch Sorgen wegen der Winterstürme und der geringen Seefähigkeit der Flusskanonenboote, behielt aber bis Anfang November Humber und Mersey an der Küste. Im November wurden sie wegen relativ ausgeschossener Kanonen abgezogen. Sie konnten statt 10.000 yards nur noch 8000 yards weit schießen und fanden kaum Ziele.
Die Kanonen der Mersey waren aufgebraucht, und der Doppelturm wurde bei ihr während einer Überholung in Chatham und beim Schwesterschiff Severn ausgebaut und zwei einzelne 152-mm-Kanonen Mk VII am Bug und Heck ersetzt, die vom Wrack des 1906 bei Lundy aufgelaufenen Linienschiffes HMS Montagu stammten. Die Haubitzen wurden zum Bootsdeck umgesetzt. Die Humber behielt den Doppelturm, der, wenn notwendig, durch einen aufgearbeiteten der anderen Schiffe ersetzt wurde. Sie erhielt auch noch ein einzelnes 152-mm-Geschütz am Heck.

### Einsatz vor Ostafrika

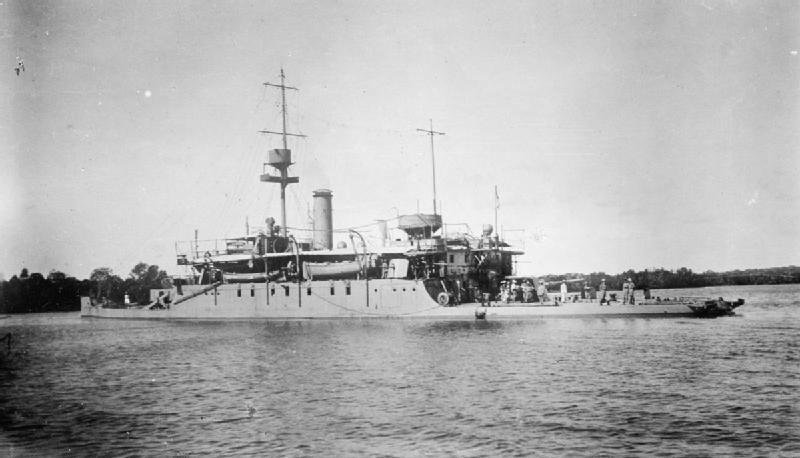
HMS Severn

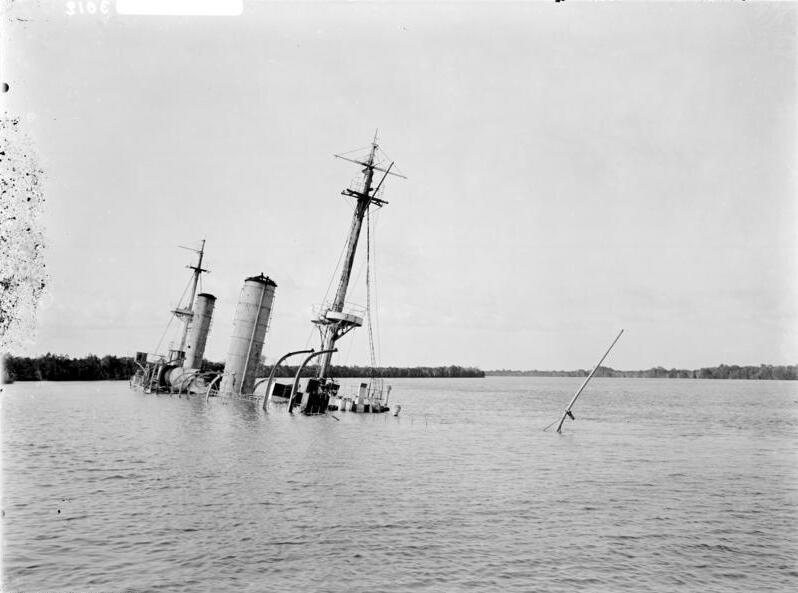
Wrack der Königsberg bei Flut

Da genaue Informationen zum Zustand des im Rufiji blockierten deutschen Kreuzers Königsberg  fehlten, entschloss sich die britische Marine, Mersey und Severn vom Mittelmeer nach Ostafrika schleppen zu lassen, da sie wegen ihres geringen Tiefganges in das Flussdelta vordringen konnten. Die drei ehemals brasilianischen Flusskanonenboote waren seit dem 14. März 1915 von Devonport im Schlepp von sechs Schleppern und mit dem Basisschiff Trent auf dem Weg zu den Dardanellen am 29. März in Malta eingetroffen. Am 28. April verließen Mersey und Severn mit vier Schleppern, der Trent  und dem Kohlendampfer Kendal Castle Malta, erreichten am 15. Mai Aden und am 3. Juni die zwischenzeitlich besetzte Insel Mafia vor der Rufiji-Mündung, auf der jetzt auch die Beobachtungsflugzeuge stationiert wurden. Die Monitore führten Reparaturen durch, gaben Einrichtungen für die Überführung von Bord und wurden gegen Infanteriebeschuss gesichert.
Am 6. Juli 1915 erfolgte der erste Angriff der Monitore, bei dem auch ihre Schlepper für Notfälle, drei kleine Walfänger zur Sicherung gegen Minen und die Kreuzer Weymouth mit dem Befehlshaber des Kapgeschwaders, Sir Herbert Goodenough King-Hall, an Bord und Pyramus über die Barre vor der Mündung des Rufiji gingen. Die Kreuzer beschossen die Bodentruppen der Deutschen im Delta und versuchten, erkannte Geschützstellungen und Beobachtungsposten auszuschalten. Die Monitore verankerten sich in etwa 9 km Entfernung von Königsberg und versuchten unter Leitung von zwei Beobachtungsflugzeugen den deutschen Kreuzer zu treffen. Dieser erwiderte das Feuer, traf die Mersey mehrfach und setzte deren Buggeschütz nach etwa einer Stunde außer Gefecht. Da ein Flugzeug ausfiel und wegen der Schäden, zogen sich die Briten zurück. Sie hatten 635 Schuss abgegeben und dabei sechs Treffer erzielt. Mersey hatte sechs Tote zu beklagen.
Am 11. Juli wurde der Angriff wiederholt, wobei diesmal die Severn eine Meile weiter flussaufwärts ging. Die unterschiedlichen Positionen erschwerte den Beobachtern der Königsberg die Beurteilung ihres Trefferbildes, während die Monitore abwechselnd schossen, um den Flugzeugen die Zuordnung zu erleichtern und Severn auf der kürzeren Distanz auch mehr Wirkung erzielte. Nach mehreren schweren Treffern auf der Königsberg befahl der Kommandant Fregattenkapitän Max Looff die Sprengung seines Schiffs. Sie hatte bei ihrem letzten Gefecht 33 Tote zu beklagen, während die Briten nur wenige Verletzte hatten. Nach diesmal 202 Schuss der Monitore war die SMS Königsberg endgültig ausgeschaltet. Im flachen Wasser blieb das Deck des gesunkenen Kreuzers noch über der Wasserlinie, und so konnte das Schiff nach Abzug der Briten ausgeschlachtet werden.

### Endschicksal
Am 19. August 1915 zerschossen Mersey und Severn mit dem Kreuzer Hyacinth auf der Reede von Tanga den Reichspostdampfer Markgraf der DOAL, der in flachem Wasser sank. Mersey wurde in Durban im März 1916 überholt, blieb in Ostafrika und wurde von März bis Mai 1918 durch das Passagierschiff Trent  ins Mittelmeer geschleppt. Im Oktober 1918 versammelten sich dann die drei Schwesterschiffe in Mudros und liefen nach der Kapitulation des Osmanischen Reiches nach Konstantinopel. Mersey soll mit der Severn 1919 ins Schwarze Meer gegangen sein und doch noch, wie 1915 geplant, auf der Donau bei Galați zum Einsatz gekommen sein. 1921 wurde sie zum Abbruch verkauft.

## Gefechtsauszeichnungen
- Battle of the Yser 1914–1915
- SMS Königsberg 1915

## Schwesterschiffe

### HMS Humber
Die am 17. Juni 1913 als Javary vom Stapel gelaufene HMS Humber war das Typschiff der Serie und war gemeinsam mit den Schwesterschiffen an der Flandrischen Küste im Einsatz. 

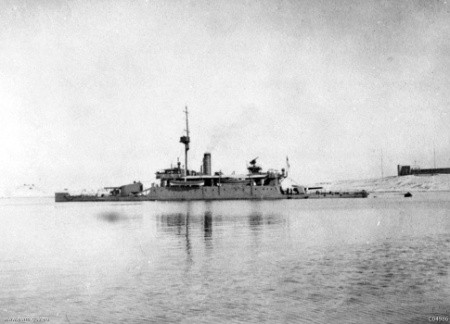
HMS Humber

Wie oben dargestellt behielt sie als einziges Schiff 1915 den vorderen Doppelturm und erhielt zusätzlich noch ein gleichartiges Heckgeschütz wie ihre Schwestern. Sie traf mit den beiden anderen Monitoren am 29. März 1915 in Malta ein und ging planmäßig mit ihren Schleppern Blackcock und Danube II weiter nach Gallipoli, wo sie am 4. Juni eintraf. Ihre erste Aufgabe war die Beschießung einer Artilleriestellung in einem Olivenhain bei Axmah. Später wurde sie gegen Artilleriestellungen auf der asiatischen Seite eingesetzt, die in die Kämpfe auf Gallipoli eingriffen. Zuletzt unterstützte sie die Räumung des ANZAC-Brückenkopfes.
Im Januar 1916 wurde sie überholt und ersetzte ihre ausgeschossenen Geschütze. Nach dem Dardanelleneinsatz ging sie nach Ägypten und bombardierte zeitweise Stellungen der Senussi im Grenzgebiet.  Von August 1917 bis zum Februar 1918 war sie dann Wachschiff in dem von den Arabern eingenommenen Akaba. Im Oktober 1918 versammelten sich dann die drei Schwesterschiffe in Mudros und liefen mit der Flotte nach der Kapitulation des Osmanischen Reiches nach Konstantinopel.
Im Mai 1919 wurde die Humber nach Murmansk geschleppt und wurde dann von Archangelsk aus auf der Dwina zur Unterstützung Weißer Garden und alliierter Truppen eingesetzt. Im September erfolgte der Rückzug, und sie wurde nach Großbritannien zurückgeschleppt und außer Dienst gestellt.
1920 wurde sie an die niederländische Bergungsfirma F. Rijsdijk verkauft und in ein Kranschiff umgebaut. Sie war 1938 noch im Einsatz und ist vermutlich erst nach 1945 abgebrochen worden.

### HMS Severn
Die am 19. August 1913 als Solimoes vom Stapel gelaufene achte HMS Severn der Royal Navy teilte eine fast identische Dienstzeit mit der HMS Mersey. Am 10. Oktober 1914 wurde sie vom deutschen U-Boot U 8 angegriffen, dessen Torpedo unter dem Monitor durchlief. Die Severn soll schon 1917 wieder in das östliche Mittelmeer verlegt worden und ab November 1918 gemeinsam mit der Mersey eingesetzt worden sein. 1919 wurde erwogen, sie auch noch nach Archangelsk zu senden. Am 9. Mai 1921 wurde sie an die Firma Ward, Preston zum Abbruch verkauft, der ab 1923 erfolgte.